# Òrgan de Bojanus
Els òrgans de Bojanus són glàndules excretores que fan la funció dels ronyons en alguns del mol·luscs. En altres paraules, són metanefridis que és troben en alguns mol·luscs, com per exemple en el bivalves. Altres mol·luscs tenen un altre tipus de l'òrgan d'excreció anomenar òrgan de Keber.
L'òrgan de Bojanus va ser anomenat en honor de Ludwig Heinrich Bojanus, que va ser el primer que el va descriure.